# Ермес Бентивольо
Ермес Бентивольо (на италиански: Ermes Bentivoglio; * 1475, Болоня; † 7 октомври 1513, Олмо или в река Бакильоне) е италиански кондотиер, благородник от фамилията Бентивольо от Болоня.

## Произход
Той е син на Джовани II Бентивольо (* 1443 † 1508), владетел на Болоня (1463 – 1506), и на съпругата му Джиневра Сфорца (* 1440 † 1507).  Баща му умира през 1508 г. като затворник на Луи XII. Има петнадесет братя и сестри, сред които:
- Франческа (* 1468, † 1504), съпруга на Галеото Манфреди, господар на Фаенца, убит по нейна заповед, и на Гуидо II Торели, бившо религиозно лице, кондотиер;
- Анибале II (* 1469, † 1540), господар на Болоня (1511 – 1512), кондотиер, съпруг на Лукреция д'Есте;
- Антонгалеацо (* 1472, † 1525), прелат;
- Алесандро (* 1474, † 1532), граф на Кампания, съпруг на Иполита Сфорца;
- Камила (* 1480, † 1529), съпруга на Пиро Гонзага, кондотиер, граф на Родиго, господар на Боцоло и на Сан Мартино дал'Арджине;
- Изота, монахиня в Корпус Домини
- Елеонора (* XV век, † 1540), съпруга на Джиберто III Пио ди Савоя, съгосподар на Капри, капитан на Болоня;
- Лаура († 1523), съпруга на Джовани Гонзага, кондотиер, господар на Весковато, с когото поставя началото на кадетския клон Гонзага ди Весковато;
- Виоланте, господарка на Римини като  съпруга на Пандолфо IV Малатеста;
- Бианка († 1519), съпруга на Николо Мария Рангони, кондотиер, господар на Спиламберто и Кординяно.

Има и един природен брат и една природена сестра от първия брак на майка си.

## Биография
През 1492 г. получава рицарско звание от Ерколе I д’Есте и постъпва на служба при херцога на Ферара. През 1498 г., заедно с баща си и братята си, е номиниран за пфалцграф от император Максимилиан I.
Като наемен кондотиер той често се озовава заедно с по-големия си брат Анибале I, замесен в някои военни епизоди, които засягат Италианския полуостров по онова време. По заповед на майка си Джиневра през 1501 г. той нарежда да бъдат убити някои членове на Марескоти, съперничещо семейство на Бентивольо и организатор на заговор, целящ да ги предаде на Чезаре Борджия.
На 3 октомври 1504 г. се жени за Якопа Орсини, дъщеря на Джулио Орсини. Сватбата, вече смятана за не особено политически и финансово изгодна, е помрачена от новината за смъртта на сестра му Франческа.
През 1506 г. папа Юлий II нарежда на Бентивольо да напуснат Болоня. Ермес и брат му Анибале намират убежище първо във Ферара, а след това в Мантуа. Папата определя награда за главите на братята за залавянето им. Всъщност двамата братя се опитват на няколко пъти да завладеят отново родния си град, като накрая успяват благодарение на помощта на французите през 1511 г.: Анибале става новият господар на Болоня. На следващата година обаче французите се оттеглят и населението се надига в полза на папата: Бентивольо трябва отново да напуснат Болоня завинаги.
Той е убит през 1513 г. от Просперо Колона в битката при Олмо близо до Венеция. Други източници съобщават, че се е удавил в Бакильоне по време на отстъплението след битката при Креацо срещу испанците.

## Брак и потомство
∞ 3 октомври 1504 за Якопа Орсини, дъщеря на Джулио Орсини, от която има двама сина и една дъщеря:
- Костанца Бентивольо (* ок. 1505, † 17 септември 1563), ∞ за Джовани Батиста Савели († 1551), господар на Паломбара;
- Джовани Бентивольо († малко сл. 1536 Милано), военен на служба на Императора, през 1530 прави неуспешен опит за завладяване на Болоня и е изпратен в изгнание в Милано; ∞ април 1524 за Лавиния Колона, дъщеря на Муцио Колона, от която има един син;
- Ермес Бентивольо († сл. 1549), става гражданин на Бреша; ∞ юли 1542 за Домитила Тривулцио, дъщеря на Паоло Камило Тривулцио, 1-ви херцог на Бояно, и на Барбара Станга.